# Juarez de Souza Teixeira
Juarez de Souza Teixeira, mais conhecido como Juarez (São Paulo, 25 de setembro de 1973), é um ex-futebolista brasileiro que atuava como zagueiro.

## Carreira
No Brasil, Juarez defendeu apenas a Portuguesa. Depois rodou por diversos clubes da Itália e Suíça. Obteve grande destaque, quando atuou pela Seleção Brasileira Sub-20 e foi campeão mundial da categoria em 1993. Sagrou-se campeão nacional comandando a defesa do Servette na temporada 1998–99, chegando a disputar a Liga dos Campeões da UEFA. 
Depois foi transferido para o futebol italiano, tendo defendido 5 equipes do país: Lecce, Como, Bologna, Siena e Udinese, onde encerraria a carreira em 2006. Foi também treinador das categorias de base do Potenza e do Avellino.

## Títulos
Servette
- Campeonato Suíço - 1998–99

Seleção Brasileira
- Campeonato Mundial Sub-20 - 1993